# Лубенець Катерина Григорівна
Катерина Григорівна Лубенець (24 жовтня 1938, село Дунаєць, тепер Глухівського району Сумської області — лютий 2015, село Зазірки, тепер Кролевецького району Сумської області) — українська радянська діячка, ланкова колгоспу імені Щорса Кролевецького району Сумської області. Депутат Верховної Ради УРСР 9—10-го скликань.

## Біографія
Освіта середня.
З 1955 року — колгоспниця, ланкова колгоспу «Заозерний» села Зазірки Кролевецького району Сумської області.
Член КПРС з 1974 року.
З 1975 року — ланкова колгоспу імені Щорса Кролевецького району Сумської області.
Потім — на пенсії в селі Зазірки Кролевецького району Сумської області.

## Нагороди
- два ордени Леніна
- ордени
- медалі